# NGC 478
NGC 478 é uma galáxia espiral (S?) localizada na direcção da constelação de Cetus. Possui uma declinação de -22° 22' 41" e uma ascensão recta de 1 horas, 20 minutos e 08,9 segundos.
A galáxia NGC 478 foi descoberta em 1886 por Frank Leavenworth.